# Іб Ларсен
Іб Ларсен (дан. Ib Larsen, 1 квітня 1945) — данський академічний веслувальник.
Бронзовий призер Олімпійських Ігор 1968 року в складі розпашної двійки без стернового.
Бронзовий призер Чемпіонату Європи 1969 року в складі розпашної двійки без стернового.